# Bouteloua rigidiseta
Bouteloua rigidiseta là một loài thực vật có hoa trong họ Hòa thảo. Loài này được (Steud.) Hitchc. mô tả khoa học đầu tiên năm 1933.